# Artículo 75 de la Constitución de Costa Rica

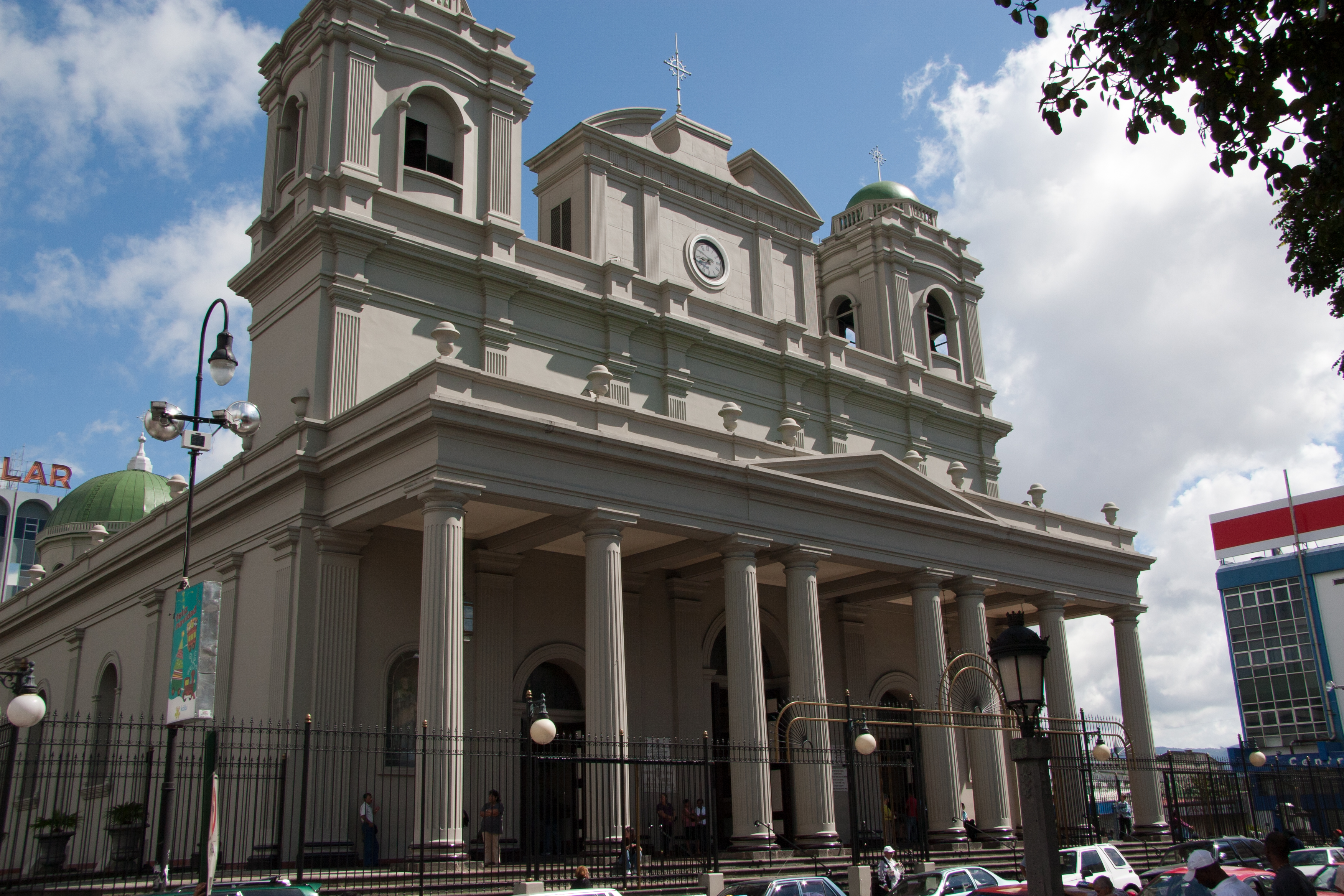
Catedral metropolitana de San José, sede de la Iglesia Católica costarricense, religión oficial del país.

El artículo 75 de la Constitución de Costa Rica establece que el catolicismo es la religión oficial del país, lo que convierte a Costa Rica en el único estado de América que lo hace. El debate actual sobre el tema y el paso hacia un estado secular completo se encuentran en el debate público y político. Este artículo es también el único en el Título VI, único capítulo de la Constitución.

## Texto
La Religión Católica, Apostólica, Romana, es la del Estado, el cual contribuye a su mantenimiento, sin impedir el libre ejercicio en la República de otros cultos que no se opongan a la moral universal ni a las buenas costumbres.

## Controversia
Al igual que otros temas como el matrimonio entre personas del mismo sexo, la legalización de la marihuana, la fertilización in vitro y el aborto, la separación entre la iglesia y el estado es un tema que a menudo divide a los votantes conservadores y progresistas en Costa Rica.
Costa Rica, como muchos países latinoamericanos, tiene tres comunidades religiosas principales; católicos (52%), evangélicos (22%) y no religiosos, incluidos agnósticos y ateos (17%). Mientras que los católicos están divididos sobre el tema, la mayoría de los ciudadanos no religiosos apoyan el estado secular mientras que los cristianos evangélicos se oponen a él (a pesar del hecho de que el evangelismo no es la religión oficial y no se vería afectado por la medida), principalmente porque lo ven como una transición gradual hacia el ateísmo de estado.
El Partido Liberación Nacional, el Partido Acción Ciudadana y el Frente Amplio apoyan la separación de la iglesia y el estado, mientras que el Partido Republicano Social Cristiano, el Partido Renovación Costarricense, Restauración Nacional y el Partido Nueva República se opone.
Hay un proyecto de ley de reforma constitucional en discusión en la Asamblea Legislativa en comisión, sin embargo, ante la oposición de las bancadas evangélicos el avanzado ha sido nulo.

## Opinión pública
En 2011, el 41% de los ticos estaban a favor de la eliminación del artículo 75 de la Constitución según una encuesta de Unimer. Una encuesta de la Universidad Nacional de 2014 mostró solo el 25% de apoyo a dicha reforma. Una encuesta realizada por la Universidad de Costa Rica en 2017 encontró los mismos resultados; 25% de apoyo.
Un estudio sociológico realizado entre 2013 y 2014 por Laura Fuentes Belgrave mostró que la mayoría de los católicos practicantes apoyan un estado secular, ya que consideran que el vínculo económico entre la iglesia y el estado es una burla a la Iglesia y apoya el laicismo, posición que también tienen la mayoría de los católicos practicantes. Las personas no religiosas apoyan ampliamente el laicismo y argumentan que ninguna iglesia debe recibir fondos estatales.
Los neopentecostales, por otro lado, se oponen ferozmente al laicismo homologando el estado laico con el estado ateo y consideran que la situación actual de estado confesional protege a las iglesias evangélicas. Los protestantes históricos, por otro lado, tienden a entender mejor la diferencia entre laicismo y ateísmo y algunos apoyan al estado secular, sin embargo, un gran número de estos protestantes no pentopostales argumentan que todas las iglesias deben recibir fondos estatales y que Costa Rica la religión oficial debe ser el cristianismo y no el catolicismo.
Finalmente, las minorías religiosas como los musulmanes, los bahaíes, los budistas zen, los budistas tibetanos y nichiren, los taoístas, los newagers y los hindúes apoyan ampliamente el estado laico y consideran que ninguna religión debería recibir financiación estatal.